# 马鞭草烯酮
马鞭草烯酮（verbenone）是一种天然单萜衍生物，存在于许多植物中，有一种令人愉快的气味。除了是植物中的天然成分外，它与它的类似物也是昆虫信息素的成分之一。特别是用马鞭草烯酮配制长效基质后，在防治树皮甲虫，如山松甲虫和南方松甲虫方面十分重要。

## 化学性质
马鞭草烯酮是一种重要的双环单萜类酮，是马鞭草油的主要成分，因此得名；它同样是迷迭香油的成分之一。马鞭草烯酮几乎不溶于水，可以与大多数有机溶剂混溶。
马鞭草烯酮可以由α-蒎烯选择性烯丙位氧化而来：
马鞭草烯酮在紫外线照射下会重排为菊油环酮： 

## 用途

### 昆虫防治
南方松甲虫的生殖周期受到化学物质（包含马鞭草烯酮）不同程度的控制。树皮甲虫在繁殖时会在宿主松树中大量聚集，在最开始甲虫产生的化学物质会吸引同种甲虫。当成虫与幼虫的数量过多时，便会开始产生抗聚集的信号素，如马鞭草烯酮，进而阻止更多的甲虫进攻松树。曾经护林员通过砍伐、焚烧寄生的松树与其邻近树木来防止树皮甲虫的侵扰，随后他们将马鞭草烯酮制剂放置在附近易感的树木上，来阻止甲虫对其的伤害 。 马鞭草烯酮也被用于山松甲虫、红湾鳄梨材小蠹的防治。

### 其他用途
马鞭草烯酮被用于香水、香料、草药茶、芳香疗法之中，它的左旋异构体可以用于止咳剂，马鞭草烯酮也被认为有一定的抗菌性。